# Believe again

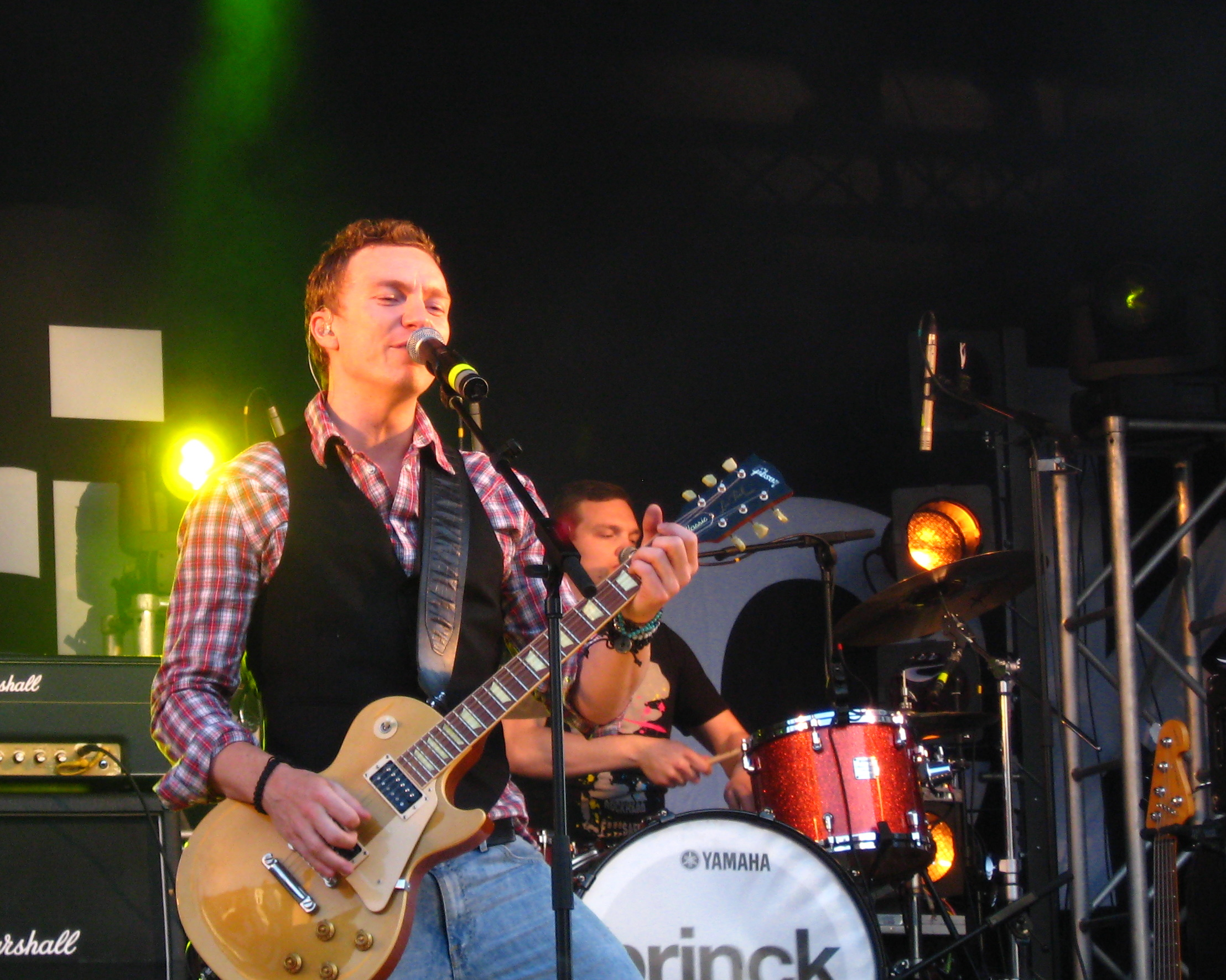
Brinck i Hjørring, junio de 2009.

«Believe again» (Volver a creer) es la canción con la que Niels Brinck representó a Dinamarca en el Festival de la Canción de Eurovisión 2009 tras ganar el Dansk Melodi Grand Prix el 31 de enero de 2009.
La canción fue compuesta por Lars Halvor Jensen, Martin M. Larsson y el cantante irlandés Ronan Keating.
Compitió en la segunda semifinal de Eurovisión 2009, el 14 de mayo de 2009, clasificándose para la final del Festival del día 16 de mayo de 2009.
| Predecesor: All Night Long | Dinamarca en el Festval de Eurovisión 2009 | Sucesor: In a moment like this |

- Datos: Q3299370